# Корневое
Корневое — село в Скопинском районе Рязанской области. Административный центр Корневского сельского поселения.

## География
Село расположено примерно в 6 км к юго-западу от районного центра.

## История
Кореневое в качестве села с Борисоглебской церковью впервые упоминается в числе вотчин рязанского архиепископа Митрофана в 1592 году. В окладных книгах церковь упоминается и в 1676 году. В 1775 году была построена новая церковь, также деревянная. Там же существовала с 1842 года школа, открытая Палатой государственных имуществ. Каменная церковь с каменной колокольней с таким же наименованием в селе была построена в 1872 году на средства прихожан.
В 1905 году село являлось административным центром Корневской волости Скопинского уезда Рязанской губернии и имело 339 дворов при численности населения 2865 человек.
С 1929 года село являлось центром Корневского сельсовета Скопинского района Рязанского округа Московской области, с 1937 года — в составе Рязанской области, с 2005 года — центр Корневского сельского поселения.

## Население
| 1859 | 1897  | 1906  | 2010  |
| ---- | ----- | ----- | ----- |
| 1506 | ↗2227 | ↗2865 | ↘1567 |

## Транспорт и связь
Село Корневое обслуживает отделение почтовой связи Октябрьский (индекс 391846).

## Достопримечательности
Борисоглебская церковь, построенная в 1872 году.

## Известные уроженцы
Семёнов, Виктор Иванович (1949—2013) — генерал-майор МВД РФ.
Трушкин, Александр Иванович — бывший начальник Московского уголовного розыска.